# Mambaya (Bélabo)
Pour les articles homonymes, voir Mambaya.
 (juillet 2021).
Si vous disposez d'ouvrages ou d'articles de référence ou si vous connaissez des sites web de qualité traitant du thème abordé ici, merci de compléter l'article en donnant les références utiles à sa vérifiabilité et en les liant à la section « Notes et références ».
Mambaya est un village camerounais de la région de l'Est. Il se situe dans le département de Lom-et-Djérem et il dépend de la commune de Bélabo et du canton de Pol.
Il se trouve sur la route de Bertoua à Yoko-Betougou et à Deng-Deng.
On peut le trouver orthographié Mambeya.

## Population
D'après le recensement de 1966, Mambaya comptait 279 habitants. Il en comptait 641 en 2005.

## Infrastructures
Mambaya possède l'un des cinq Collèges d'Enseignement Secondaire de la commune. 
Le plan communal de développement de Bélabo prévoit la construction à Mambaya d'un magasin de stockage polyvalent, ainsi qu'un marché périodique, une aire de séchage, un champ semencier, une pépinière de production de matériel végétal (cacao, café, bananier, etc.), et un centre de santé. 
Le plan indique aussi la construction d'un bloc de deux salles à l'école de Mambaya.
En parallèle Mambaya possède un étang piscicole.

## Annexe